# Odd Fellow Orden
Oberoende Odd Fellow Orden (engelska: Independent Order of Odd Fellows, IOOF), Odd Fellows, är ett politiskt obundet internationellt ordenssällskap.
Orden är stadgad den 26 april 1819 i Baltimore, USA, av den engelskfödde filantropen Thomas Wildey (1782–1861). Därigenom räknar orden sin historiska bakgrund till England på 1700-talet via Manchester Unity of Oddfellows (1810–) och Grand United Order of Oddfellows (1798–).
Odd Fellow Orden är en religiöst och politiskt obunden orden och godtar medlemmar oavsett religion om de förklarar sig tro på "ett högsta väsende, världsalltets skapare och upprätthållare".
Orden finns representerad i minst 29 länder och samlar drygt 600 000 medlemmar. 
I Sverige har Oberoende Odd Fellow Orden funnits sedan 29 oktober 1884, med egen svensk storloge sedan 1897, i nutid omfattande cirka 40 000 medlemmar fördelade i cirka 289 broder- och systerloger. Den svenska storlogens säte är sedan år 1922 beläget i Banérska palatset på Västra Trädgårdsgatan i Stockholm.

## Historik

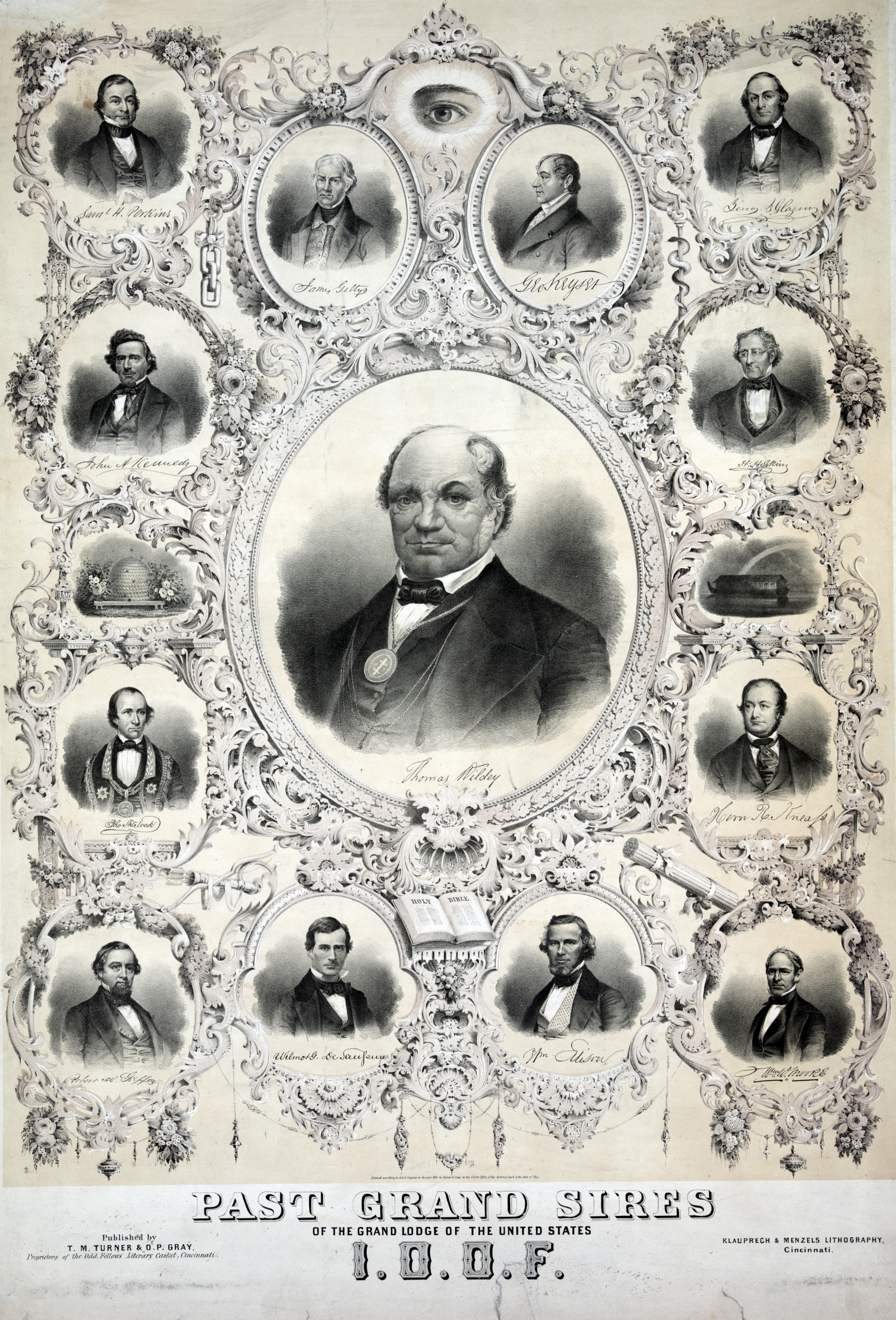
Förutvarande storsirer syns på denna längd som hänger vid storlogen i USA. Här syns även engelskfödde filantropen Thomas Wildey (1782–1861), som alltjämt anses vara ordensgrenens grundare.

Dessa godkändes under överseende av filantropen Thomas Wildey, som blev upptagen som Odd Fellow-broder i England, och senare emigrerade till Baltimore där han började söka kontakt med andra utvandrade Odd Fellow-medlemmar. Slutligen fick han ihop ett antal likasinnade och kunde grunda logen Washington Lodge No 1 den 26 april 1819 på värdshuset "Seven Stars".
År 1842 frigjorde sig den amerikanska grenen från Manchester Unity efter vad man menade var avkall på traditioner till följd av eftergifter på grund av den rådande brittiska regimens rigiditet gentemot ordenssällskap. Därigenom bildades Independent Order of Odd Fellows (Den oberoende Odd Fellow Orden, I.O.O.F.).
Från USA spred sig I.O.O.F. år 1870 till Tyskland, 1871 till Schweiz och därifrån senare till en rad länder. År 1878 nådde den Danmark, 1884 Sverige, 1887 Frankrike, 1897 Norge och 1896 Island.
De år 1819 instiftade stadgarna utgör än i dag grunden för Oberoende Odd Fellow Orden, inklusive för den svenska storlogen.
1971 avskaffade Odd Fellows den del av sin grundförfattning som endast medgav medlemskap för ariska personer.

### Sverige
Den första svenska logen, Nr 1 Scania i Malmö, etablerades 29 oktober 1884 som tillhörande den danska storlogen. Den åtföljdes av elva loger tillhörande den danska storlogen.
Loge Nr 7 Westmannia i Västerås, Nr 8 Linneá i Ystad, Nr 9 Gustaf II Adolf i Göteborg och några andra loger var direkt underställda den suveräna storlogen i USA.

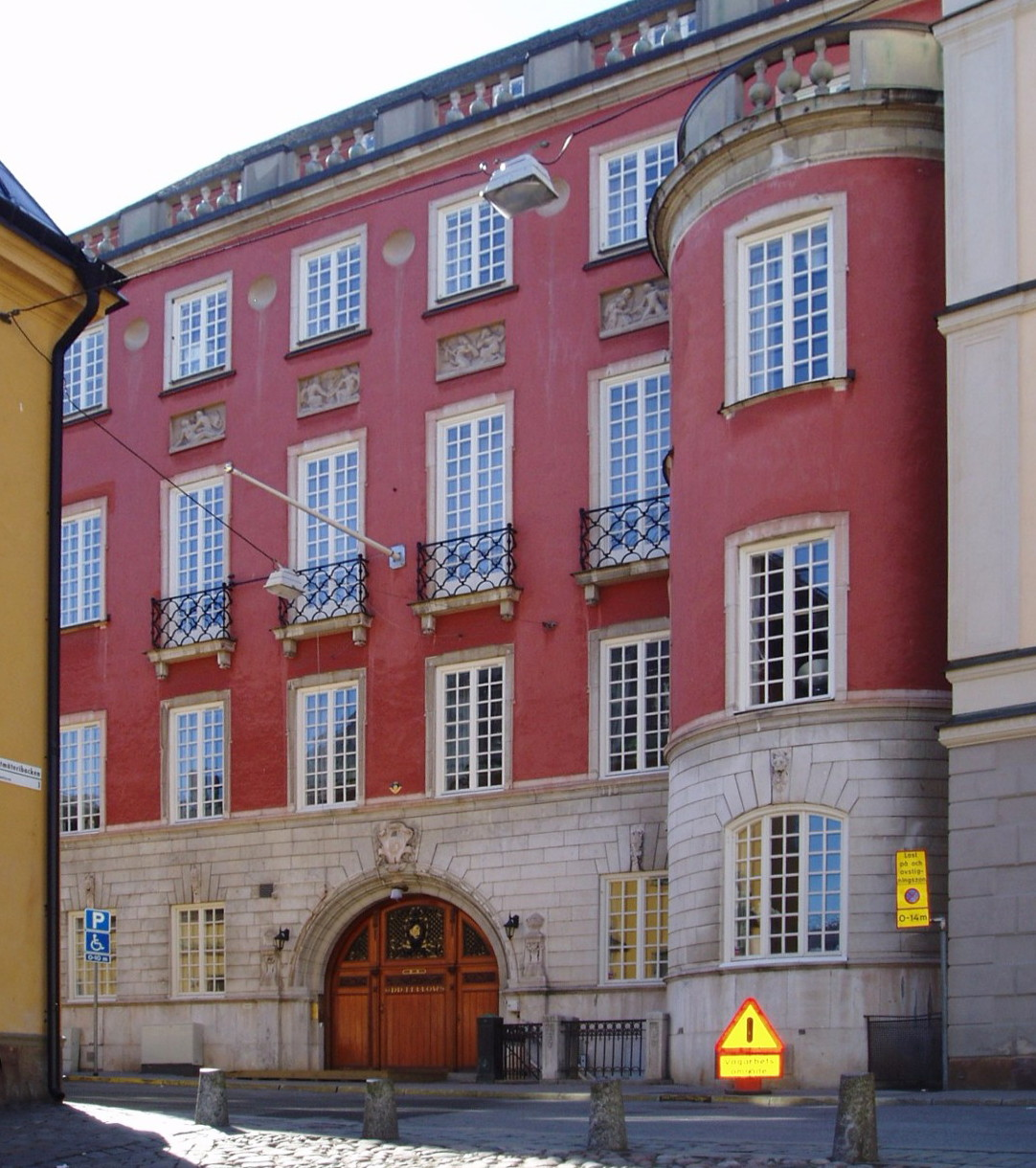
Oberoende Odd Fellow Ordens svenska storloges säte i Banérska palatset på Västra Trädgårdsgatan 11 A i Stockholm. Ombyggt för ändamålet 1923 efter arkitekterna Knut Nordenskjölds och Gustaf Adolf Falks ritningar.

År 1897 förenades de förutvarande logerna i en ny svensk storloge i huvudstaden. Sedan 1922 har den sitt säte i Banérska palatset i Stockholm.
I Sverige verkade år 2015 cirka 300 underavdelningar.
Orden leds i varje jurisdiktion av en Storloge.

## Mål och syfte
Orden har som mål för dess medlemmar att utöva människokärlek och barmhärtighet i enighet med mottot "Vänskap, kärlek och sanning". Detta sker exempelvis genom föredrag, samtal i etiska frågor och praktiskt arbete, samt förmedlas genom gestaltande ritualer. Politiska frågor av vad slag de vara må, även som spörsmål av trosskiljande karaktär samt andra för ordens verksamhet främmande ämnen, är uteslutna från logens formella förhandlingar. Vid efterföljande middag finns en etikett som ska följas men som tillåter samtalsämnen som inte tillåts när logemöte pågår. Grunden för ordens arbete finns budorden:
- Att besöka de sjuka
- Att hjälpa de nödställda
- Att begrava de döda
- Att uppfostra de föräldralösa

## Organisation
Orden, som förekommer i 24 länder med cirka 256 000 medlemmar, samlar i Sverige drygt 39 000 medlemmar fördelade i 272 loger.

### Medlemskap
Den Oberoende Odd Fellow Orden är öppen för både män och kvinnor. I vissa länder, däribland Sverige, organiserar sig män och kvinnor i separata grenar. Kvinnliga medlemmar kallas i dessa länder för Rebeckasystrar.
För att upptas som medlem i I.O.O.F. erfordras rekommendation av befintlig medlem. Det går ofta även bra att kontakta en loge om man är intresserad av medlemskap, och intresseanmälan kan även inom flera länder ske genom storlogernas webbplatser.

#### Rebeckagrenen
År 1851 möjliggjordes i USA upptagning för brödernas hustrur som medlemmar i en separat gren kallad Rebecka, enligt regler framtagna av USA:s 17:e vicepresident Schuyler Colfax (1823-1885). Rebeckagrenen etablerades sedermera 1967 i Malmö, varefter i Stockholm, Göteborg, Linköping, Eskilstuna och Umeå. I några länder, däribland USA, öppnades sedermera bägge grenar för såväl herrar och damer, medan andra länder tillämpar åtskilda grenar.

#### Patriarchs militant
I USA finns "Patriarchs Militant" som är en militär grad inom orden, med en egen ritual. Den anser sig vara högre än andra grader i orden, och för att bli upptagen måste man först ha uppnått Kungspurpurgraden i lägret. Dess främsta syfte är att organisera och erbjuda parader och uppvaktning i olika ordenssammanhang, men har även i en del fall en egen akut hjälpverksamhet.

#### Barn- och kvinnoorganisationer
Framförallt i USA finns flera kvinno - och barnorganisationer/klubbar inom Orden. Bland dessa kan nämnas Junior Odd Fellows Lodge, Theta Rho Girls Club och United Youth Groups.

## Verksamhet

### Gradarbete och ritualer
Det rituella arbetet sker dels i logerna, som har hand om invigningsgraden, dels i första, andra och tredje logegraderna. Medlem som innehaft tredje logegraden i en viss tid kan sedan fortsätta i läger, där ytterligare tre grader ges. 
Varje grad har en egen ritual som genom symbolik och skådespel ingående förklarar och beskriver gradens och ordens bud, tankar samt grundsatser. Innehållet i varje grad ska vara hemligt för utomstående samt för medlemmar av lägre grader.
Varje grad har en speciell regalie med symbolisk innebörd och som bärs vid mötena. I många länder erhåller en medlem som upptagits i ordens högsta grad en speciell ordensring att sätta på fingret; denna bärs även offentligt.
Logegrader
- Invigningsgraden
- Vänskapens grad
- Kärlekens grad
- Sanningens grad

Lägergrader
- Patriarkgraden (Trons grad)
- Gyllene regelns grad (Hoppets grad)
- Den Kungliga Purpurgraden (Barmhärtighetens grad)

Särskilda grader
- Patriarchs Militant
- Storlogegraden, som erhålls av alla medlemmar som väljs in i storloge
- Ex-övermästargraden, som erhålls av alla som blir ex-övermästare ("Past Grand")
- Europeiska Storlogegraden (även känd som "Vishetens Grad"), som erhålls av alla som blir upptagna i den europeiska storlogen

Utöver gradgivningarna förekommer också ritualer för andra högtidligheter, bland annat ämbetsmannainstallationer, parentation för avlidna medlemmar, minneshögtider, veteranutnämningar, logeinvigningar, jubileer och ordens högtidsdag.

#### Invigning
Invigningen sker genom att kandidaten först får skriva på en ansökan där man försäkrar att man tror på ett högre väsen, att man aldrig kommer att avslöja något som sker i logen för någon utomstående och att man aldrig kommer att driva sak mot Odd Fellows i domstol. Sedan öppnar logen med en omständlig ritual där ämbetsmännen går igenom sina uppgifter och scenen för invigning förbereds. Scenen ska uppvisa dödens närvaro och livets förgänglighet och gestaltas oftast med en likkista, ett skelett, en lie eller dylika symboler för döden. Kandidaten leds in försedd med ögonbindel. Kandidaten beläggs med kedjor och får förklarat för sig att anledningen till detta är symbolisk, och att kandidatens resa mot större andlig frihet nu ska inledas.Invigningsgradens lösenord är "Fides" vilket betyder trofast. Årets lösen ändras varje år. De hemliga tecknen är att man viker in tummen på höger hand mot handflatan, sedan för man de fyra fingrarna mot munnen som tecken på tystnadslöftet, Sedan viker man in alla fingarna utom pekfingret och pekar mot yttre ögonvrån på högra ögat, som tecken på att man är medveten om att det allseende ögat alltid ser allt, och sedan släpper man ner armen i en gest med handflatan utåt och tummen parallellt med handen i tecknet för broderskap. Dessa tecken upprepas sedan varje gång en broder lämnar ordenssalen. 
Även övriga logegrader, Vänskapens grad, Kärlekens grad och Sanningens grad ges genom omfattande gradgivningsritualer med tillhörande lösenord och tecken.

### Ämbeten i loge
Ämbetena i en loge ser ungefär likadana ut i alla länder. De delas ofta upp i två; dels valämbeten, till vilka logens alla medlemmar röstar fram innehavare; dels utnämna ämbetsmän, som tillsätts av de nyvalda valämbetsmännen.

### Humanitär verksamhet

#### Sverige
Oberoende Odd Fellow Orden lämnar kontinuerligt stora bidrag till behövande utanför den egna kretsen, till medicinsk forskning och även till annan humanitär verksamhet. Exempel på detta är engagemanget i kraniofacial kirurgi i bland annat i Indien där man förbättrar livet för barn med gomspalt. Ett annat exempel är det barnhem, som byggts i Muang Mai i Phuket i Thailand efter tsunamikatastrofen i december 2004. I Sverige ges bidrag till frivilligorganisationer som Viljan Södermalms Frivilligcentral.

## Kritik
Odd Fellow ordens verksamhet och innehåll har mött kritik från till exempel lutherska och katolska källor. Odd Fellows beskriver sig själv som en religiöst och politiskt obunden organisation. Samtidigt kräver ordens lagar att bibeln måste finnas i logesalen för att en loge ska kunna öppnas och samtliga riter och symboler vilar på biblisk grund.
Luthersk kritik inkluderar att Odd Fellows kräver tro på ett högre väsen, en skapande gud, för medlemskap medan Kristus och tron på Kristus som frälsaren utesluts ur alla ritualer. Detta gäller t.ex. berättelsen om den barmhärtige samariten som gradgivningsritual där Nya Testamentets kontext utelämnas. "Eftersom Odd Fellows lär ut en religion som fråntar Kristus den plats som ankommer honom måste vi kalla deras religion antikristen, anti-Biblisk och måste fortsatt varna människor från att acceptera den".
Katolsk kanonisk rätt slår fast att medlemskap i hemliga ordnar som namnges i påvliga uttalanden är onaturliga och innebär att medlem tvingas bryta mot såväl gudomlig som naturlig rätt. Odd Fellows har fördömts i kanonisk rätt och innebär idag att medlem utesluts från sakramenten. 
I såväl ansökan om medlemskap som i den ed man avlägger vid invigningen avkrävs varje medlem ett tystnadslöfte. Inget som sker i logen får avslöjas för den oinitierade. De löften och ritualer av livsåskådningskaraktär som medlem avlägger och genomgår omfattas av tystnadslöftet. Detta har kritiserats då det innebär att en medlem genomgår riter samt avlägger eder om lojalitet, etik och livshållning som stegvis ska dana personligheten och utveckla en ny livsåskådning utan att kunna dela sina innersta tankar och upplevelser med sin partner eller äkta hälft, eller informera om de eder man avlägger. Det motsägelsefulla i att Odd Fellows bildar en oöverstiglig barriär mellan två makar samtidigt som man hävdar sig verka för kärlek och sanning framhävs. 
Kritik har riktats mot det faktum att blivande medlemmar avkrävs eder om lojalitet och tystnad innan innehållet man svär sig till avslöjas.  Även källor inom Odd Fellows har lyft att detta kan innebära stora påfrestningar för en person som edsvurit sig till en organisation och genom ritualer sedan upptäcker att Ordens innehåll strider mot en personlig livsåskådning, övertygelse eller tro, samt att detta skulle kunna leda till juridiska problem vid en eventuell domstolsprövning.
För att skydda sig mot skadeståndskrav från medlemmar rörande medlemskap innehåller den ansökan om medlemskap som varje blivande medlem måste underteckna att man svär på att inte dra "någon tvist rörande medlemskap inom Orden inför domstol eller annan myndighet".

## Byggnader

### Bildgalleri

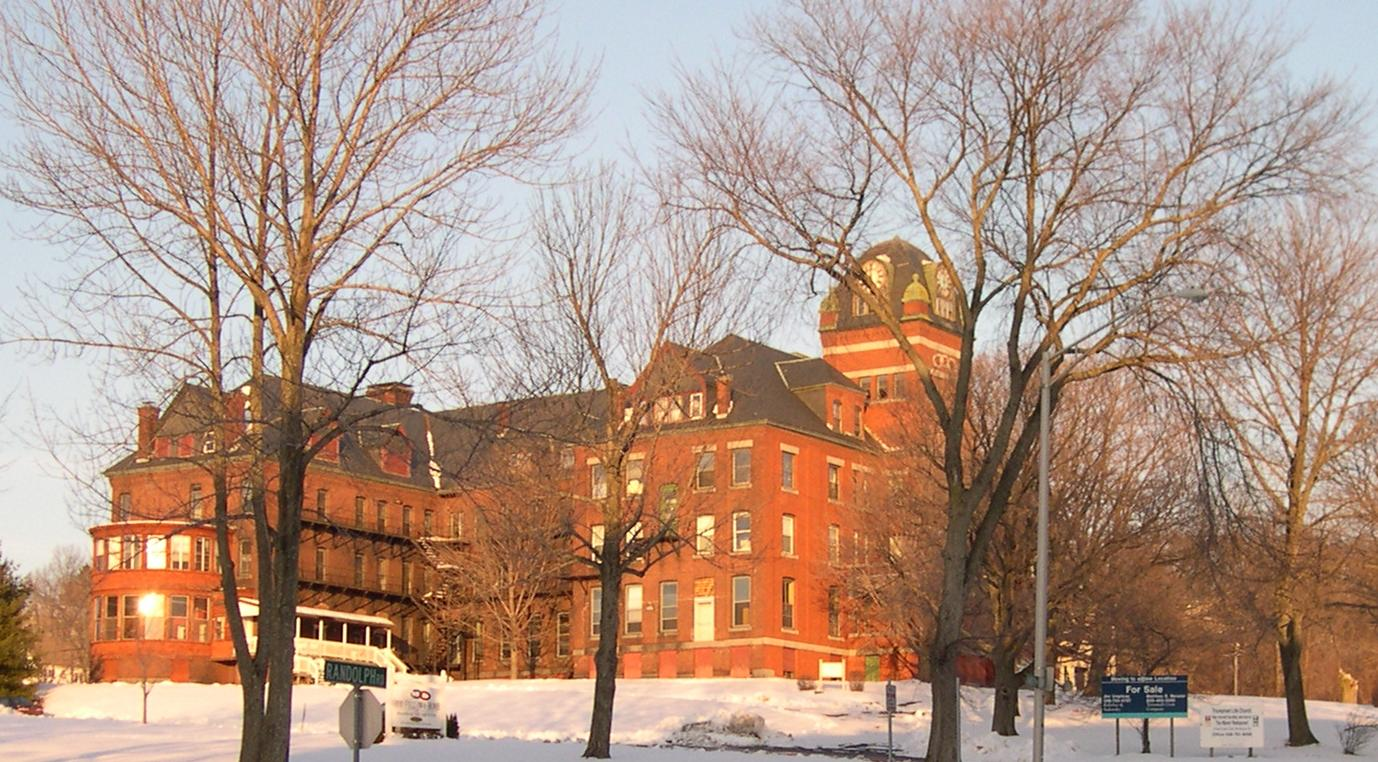
Odd Fellows' Home, Worcester, Massachusetts
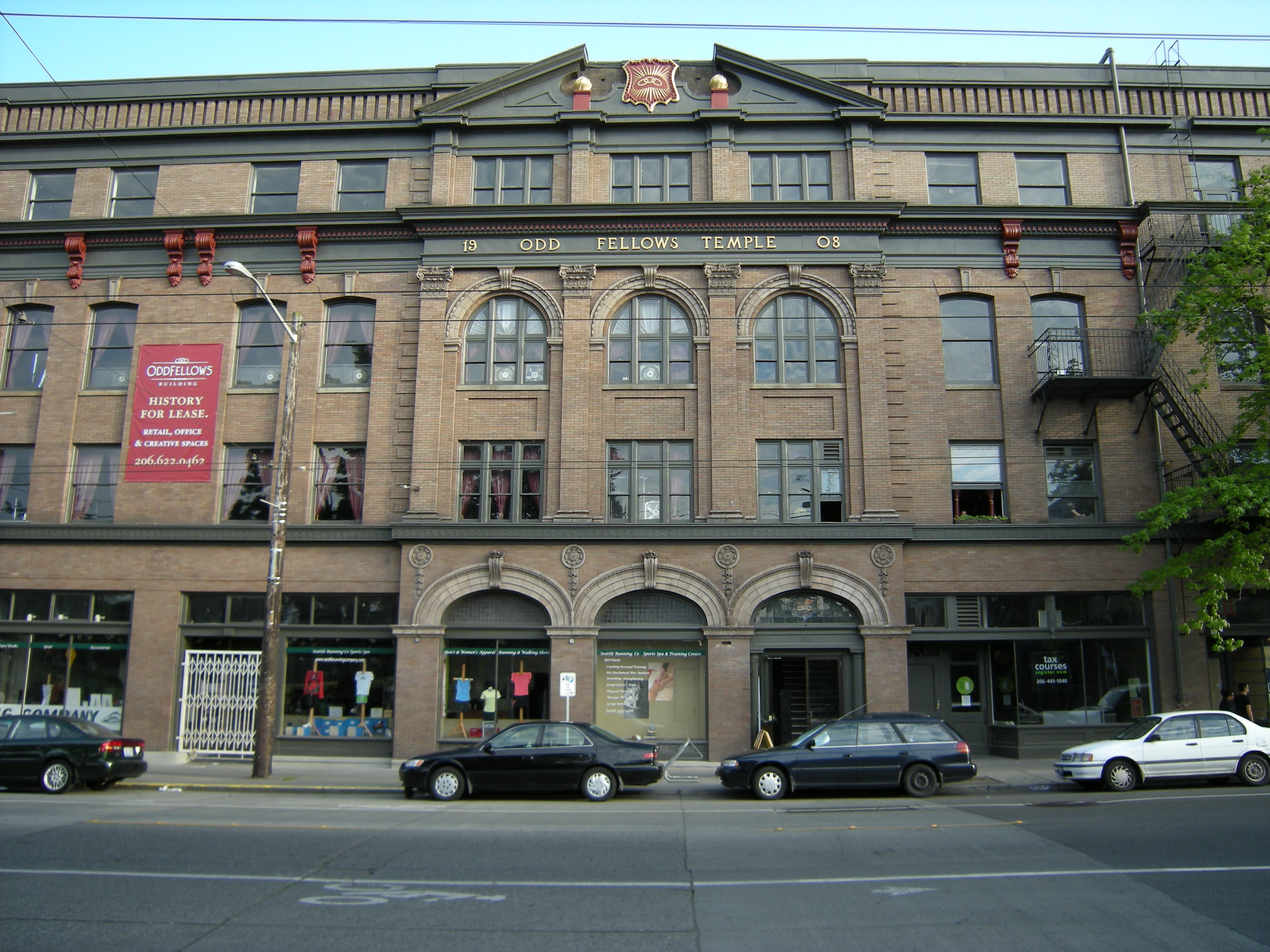
Oddfellow's Temple, Capitol Hill, Seattle, Washington
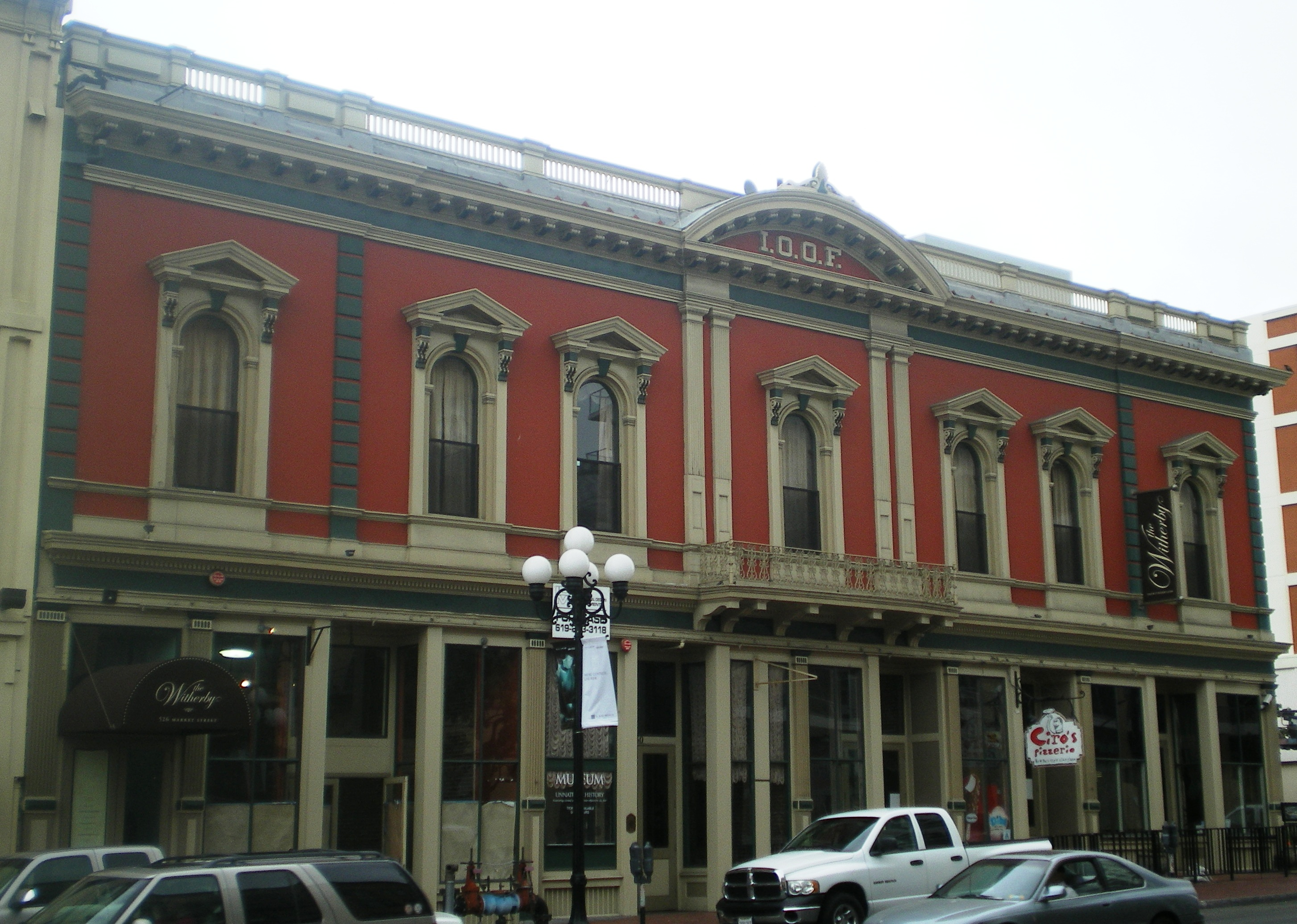
Independent Order of Odd Fellows Building, San Diego, California
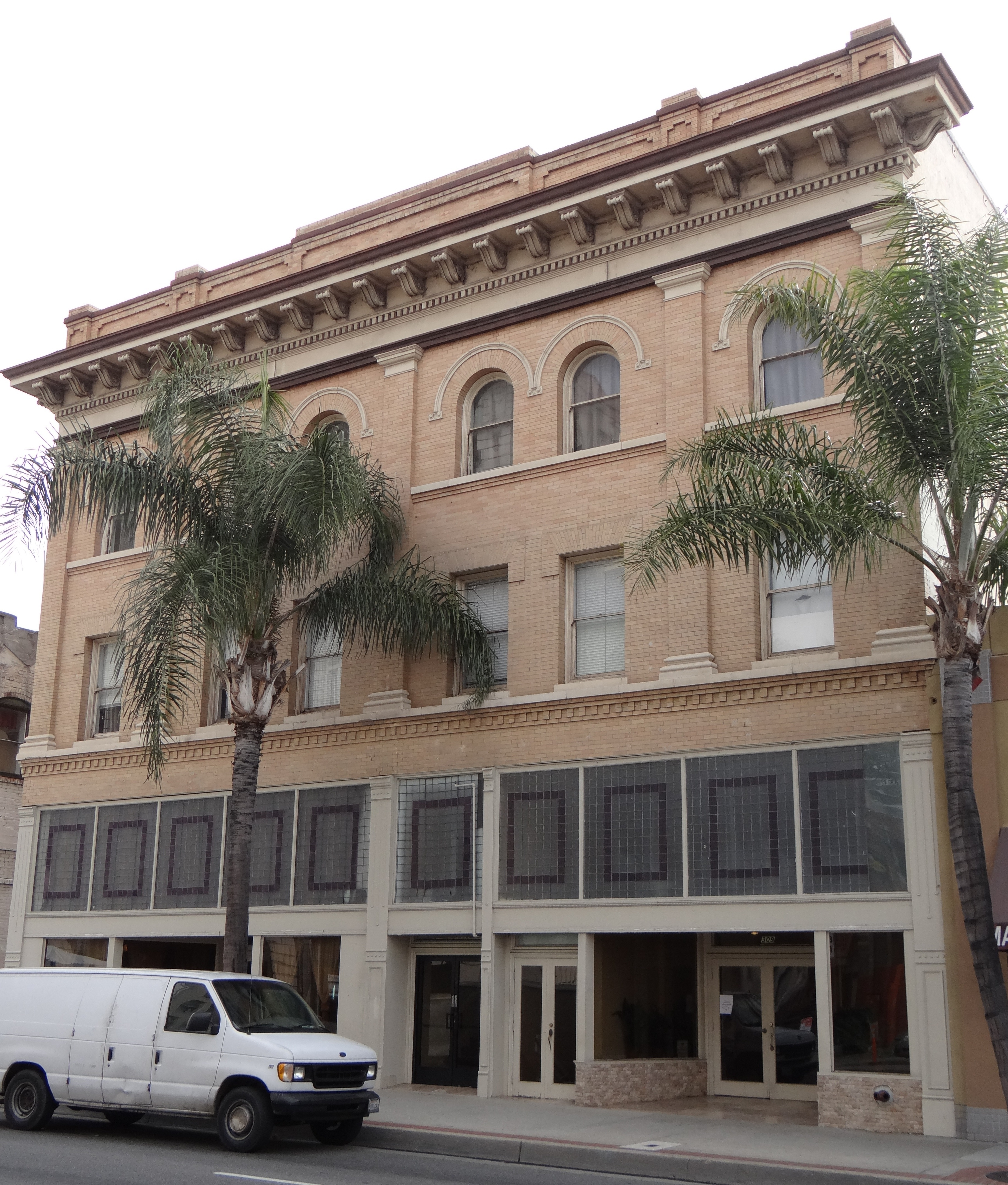
Odd Fellows Hall, 309-311 N. Main St., Santa Ana, California
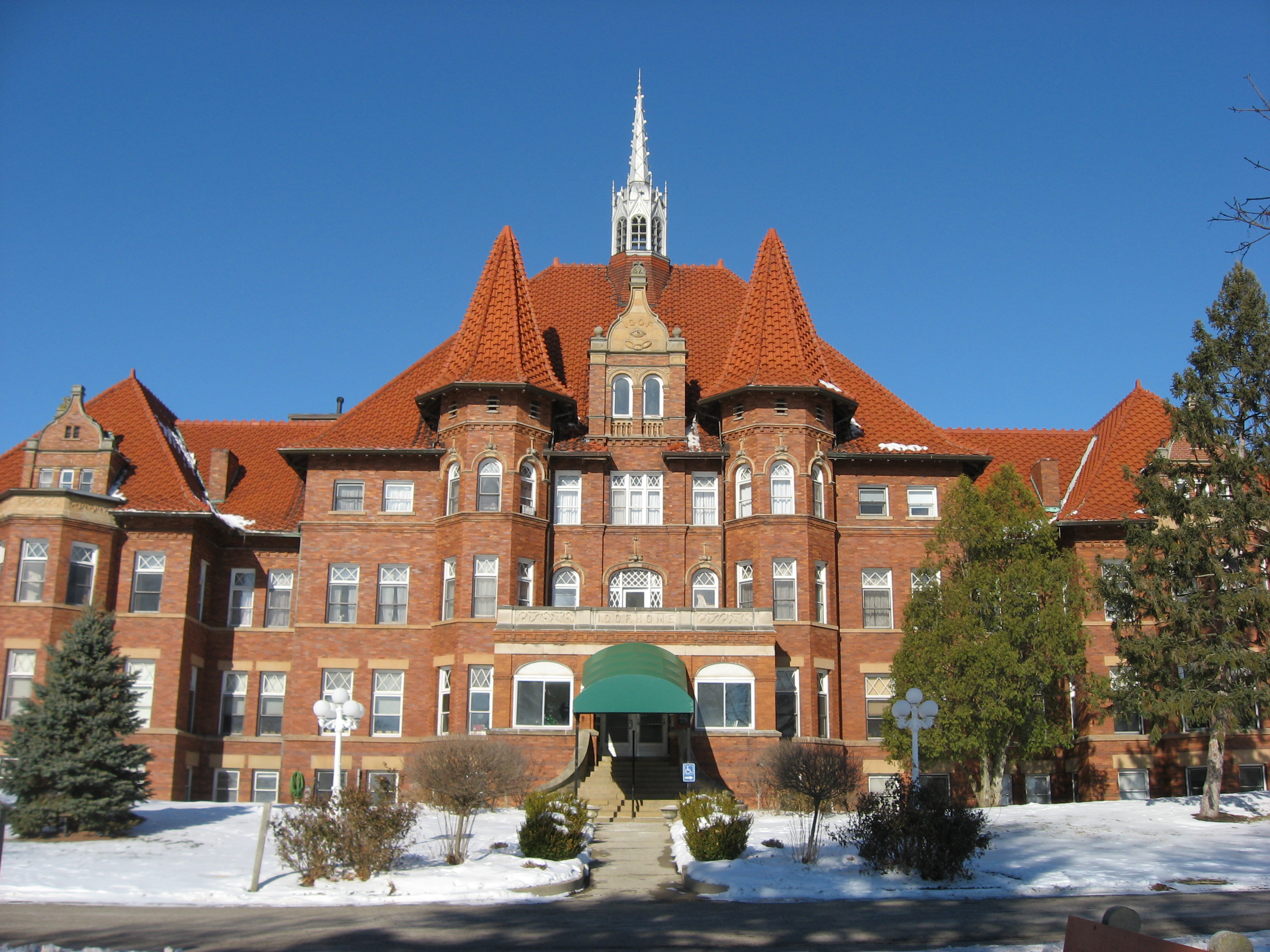
Odd Fellows' Home for Orphans, Indigent and Aged, 404 E. McCreight Avenue, Springfield, Ohio (1881)

### Sverige
- Banérska palatset i Stockholm, sedan 1922
- Odd Fellow-huset i Nyköping, uppfört 1913
- Odd Fellows hus i Visby, uppfört 1905
- Norra Kopparslagargatan 14, Gävle, uppfört 1934[21]
- Börjegatan 44, i Uppsala, ritat av Gunnar Leche[22]

#### Ej längre existerande byggnader i Sverige
- Klara Västra Kyrkogata 17, Stockholm (rivet cirka 1960)

### Internationellt
- Grand United Order of Odd Fellows (GUOOF)
- Manchester Unity Order of Odd Fellows (MUOOF)